# 佐洛季察河
佐洛季察河是俄羅斯的河流，由阿爾漢格爾斯克州負責管轄，河道全長177公里，流域面積1,950平方公里，河水主要來自雨水和融雪，最終注入白海。